# Франц Даніельс
Франц Даніельс (нім. Franz Daniels; 8 травня 1886, Аахен — 26 квітня 1978, Тіммендорфер-Штранд) — німецький військовий ветеринар, доктор ветеринарії, генерал-майор ветеринарної служби вермахту.

## Нагороди
- Залізний хрест 2-го і 1-го класу
- Почесний хрест ветерана війни з мечами
- Медаль «За вислугу років у Вермахті» 4-го, 3-го, 2-го і 1-го класу (25 років)
- Медаль «За Атлантичний вал»
- Хрест Воєнних заслуг 2-го і 1-го класу з мечами